# ザ・ラグビーチャンピオンシップ2014
ザ・ラグビーチャンピオンシップ2014（2014 Rugby Championship、2014 TRC）は、2014年8月から10月にかけて開催された 南半球4か国のナショナルチームによる「ザ・ラグビーチャンピオンシップ」の第3回大会。
主催はSANZAAR。北半球6か国代表によるシックス・ネイションズと並ぶ、強豪国リーグである。前身大会のトライネーションズ（Tri Nations）からは、通算19回目となる。

## 概要
出典
相手国3チームと、ホームとアウェーを変えて2試合ずつ、計6試合を行い、ボーナスポイントを含む勝ち点で順位を決める。
第1ラウンド・第2ラウンドを1週あけて実施し、2週間あけ、第3・第4ラウンドを1週間あけて実施する。また2週間あけて、第5・第6ラウンドを1週間あけて行った。
第5ラウンドでニュージーランドは、アルゼンチンに対し4トライを奪い、そのボーナスポイントを含む勝ち点「5」を獲得。優勝が確定した。
過去2回のザ・ラグビーチャンピオンシップで全勝優勝していたニュージーランドは、第3回の今大会で初めて全勝優勝を逃した。第1ラウンドでオーストラリアと引き分け、第6ラウンドで南アフリカ共和国に敗れ、4勝1敗1引き分けでの優勝となった。
アルゼンチンは、最終戦でオーストラリアを21対17で破り、ザ・ラグビーチャンピオンシップ参加以来 3大会目で初めて勝利した。

## 冠スポンサー
各国で冠スポンサーを設けており、今大会では以下のような大会名でも呼ぶ。
- 南アフリカ共和国：「キャッスルラガー・ラグビーチャンピオンシップ（The Castle Lager Rugby Championship）」[2] - キャッスルラガーは南アフリカのビール会社およびブランド。
- ニュージーランド：「インベステック・ラグビーチャンピオンシップ（The Investec Rugby Championship）」[3] - インベステックはイギリスと南アフリカを主な拠点とした金融会社。
- オーストラリア：「カストロールエッジ・ラグビーチャンピオンシップ（The Castrol Edge Rugby Championship）」[4] - カストロールエッジは自動車用オイルなどのブランド。
- アルゼンチン：「パーソナル・ラグビーチャンピオンシップ（The Personal Rugby Championship）」[5] - パーソナルはアルゼンチンの携帯電話キャリアおよび通信会社。

## 戦績
出典
| 順位 | 国               | 勝敗   | 勝敗 | 勝敗     | 勝敗 | 得点 | 得点 | 得点     | 4トライ以上獲得のボーナスポイント | 7点差以内の敗戦ボーナスポイント | 勝ち点合計 |
| 順位 | 国               | 試合数 | 勝ち | 引き分け | 負け | 得点 | 失点 | 得失点差 | 4トライ以上獲得のボーナスポイント | 7点差以内の敗戦ボーナスポイント | 勝ち点合計 |
| ---- | ---------------- | ------ | ---- | -------- | ---- | ---- | ---- | -------- | --------------------------------- | ------------------------------- | ---------- |
| 1    | ニュージーランド | 6      | 4    | 1        | 1    | 164  | 91   | +73      | 3                                 | 1                               | 22         |
| 2    | 南アフリカ共和国 | 6      | 4    | 0        | 2    | 134  | 110  | +24      | 1                                 | 2                               | 19         |
| 3    | オーストラリア   | 6      | 2    | 1        | 3    | 115  | 160  | –45      | 0                                 | 1                               | 11         |
| 4    | アルゼンチン     | 6      | 1    | 0        | 5    | 105  | 157  | –52      | 0                                 | 3                               | 7          |

勝ち点の合計で優勝を競う。勝ち4点、引き分け2点、負け0点。4トライ以上獲得で1点、7点差以内の負けで1点。

### 優勝・2国間トロフィー
| 優勝                       | ニュージーランド | 13回目 | 1996年トライネーションズからの通算             | 2012年からでは3回目。                     |
| ブレディスローカップ       | ニュージーランド |        | オーストラリアとニュージーランドとの対戦の勝者 | 3試合で競う。2戦目（2014年8月23日）で決定 |
| マンデラチャレンジプレート | 南アフリカ共和国 |        | 南アフリカとオーストラリアとの対戦の勝者       | 2試合で競う。2戦目（2014年9月27日）で決定 |
| フリーダムカップ           | ニュージーランド |        | 南アフリカとニュージーランドとの対戦の勝者     | 2試合で競う。1戦目（2014年9月13日）で決定 |
| ピューマトロフィー         | オーストラリア   |        | アルゼンチンとオーストラリアとの対戦の勝者     | 2試合で競う。1戦目（2014年9月13日）で決定 |
| ウドゥン・スプーン         | アルゼンチン     | 3回目  | 最下位に与えられる不名誉な称号                 |                                           |

## 対戦詳細

### Round 1
| 2014年8月16日 20:05 AEST (UTC+10) | オーストラリア                      | 12–12    | ニュージーランド                      | スタジアム・オーストラリア, シドニー 観客数: 68,627人 レフリー: ヤコ・ペイパー (南アフリカ共和国) |
| 2014年8月16日 20:05 AEST (UTC+10) | PG: ビール (4/5) 11', 44', 55', 69' | レポート | PG: クルーデン (4/5) 3', 6', 21', 59' | スタジアム・オーストラリア, シドニー 観客数: 68,627人 レフリー: ヤコ・ペイパー (南アフリカ共和国) |

Notes:
- この引き分けによりニュージーランドの17連勝が終わり、ティア1の国による最長連勝記録の単独獲得は阻止された。

| 2014年8月16日 17:05 SAST (UTC+02) | 南アフリカ共和国                                                                | 13–6     | アルゼンチン (1 BP)          | ロフタス・ヴァースフェルド・スタジアム, プレトリア 観客数: 30,453人 レフリー: John Lacey (アイルランド) |
| 2014年8月16日 17:05 SAST (UTC+02) | T: ピナール 1' c G: ポラード (1/1) 2' PG: ポラード (1/1) 16' ステイン (1/1) 50' | レポート | PG: サンチェス (2/2) 7', 42' | ロフタス・ヴァースフェルド・スタジアム, プレトリア 観客数: 30,453人 レフリー: John Lacey (アイルランド) |

### Week 2
| 2014年8月23日 19:35 NZST (UTC+12) | (1 BP) ニュージーランド | 51–20    | オーストラリア                                                                     | イーデン・パーク, オークランド 観客数: 48,211人 レフリー: ロマン・ポワト (フランス) |
| 2014年8月23日 19:35 NZST (UTC+12) | T: PT 27' c サヴェア 30' c リード 49' c マコウ (2) 53' c, 59' c Luatua 80' c G: クルーデン (5/5) 28', 31', 50', 55', 59' Aスミス (1/1) 81' PG: クルーデン (3/4) 5', 7', 17' | レポート | T: フォラウ 61' c フーパー 64' c G: ビール (2/2) 62', 65' PG: ビール (2/2) 1', 13' | イーデン・パーク, オークランド 観客数: 48,211人 レフリー: ロマン・ポワト (フランス) |

Notes:
- ニュージーランドがブレディスローカップを防衛。

| 2014年8月23日 16:40 AST (UTC-3) | (1 BP) アルゼンチン | 31–33    | 南アフリカ共和国 | Estadio Padre Ernesto Martearena, サルタ 観客数: 17,000人 レフリー: Steve Walsh (オーストラリア) |
| 2014年8月23日 16:40 AST (UTC-3) | T: Montero 25' c クベリ 46' c トゥクレ 50' m G: サンチェス (2/3) 26', 46' PG: サンチェス (2/4) 3', 55 ボシュ (1/1) 73' DG: エルナンデス (1/1) 12' | レポート | T: ハバナ 31' c Hendricks 59' c クッツェー 68' c G: ポラード (1/1) 32' ステイン (2/2) 59', 69' PG: ポラード (3/3) 10', 22', 29' ステイン (1/1) 76' | Estadio Padre Ernesto Martearena, サルタ 観客数: 17,000人 レフリー: Steve Walsh (オーストラリア) |

Notes:
- アルゼンチンのホーム7連敗は、最多記録。

### Week 3
| 2014年9月6日 19:35 NZST (UTC+12) | (1 BP) ニュージーランド                                                                                                   | 28–9     | アルゼンチン                       | McLean Park, ネーピア 観客数: 21,329人 レフリー: パスカル・ガウゼル (フランス) |
| 2014年9月6日 19:35 NZST (UTC+12) | T: サヴェア (2) 26' m, 43' m メッサム 40' m Aスミス 72' c G: スレイド (1/1) 73' PG: バレット (1/2) 15' スレイド (1/2) 64' | レポート | PG: サンチェス (3/3) 18', 32', 62' | McLean Park, ネーピア 観客数: 21,329人 レフリー: パスカル・ガウゼル (フランス) |

| 2014年9月6日 18:05 AWST (UTC+08) | オーストラリア                                                                                | 24–23    | 南アフリカ共和国 (1 BP)                                           | スビアコ・オーバル, パース 観客数: 25,718人 レフリー: George Clancy (アイルランド) |
| 2014年9月6日 18:05 AWST (UTC+08) | T: フォラウ 1' m ホーン 77' c G: フォーリー (1/2) 78' PG: フォーリー (4/4) 16', 27', 41', 68' | レポート | T: Hendricks 12' m PG: ステイン (6/6) 6', 18', 24', 44', 48', 62' | スビアコ・オーバル, パース 観客数: 25,718人 レフリー: George Clancy (アイルランド) |

### Week 4
| 2014年9月13日 19:35 NZST (UTC+12) | ニュージーランド                                                 | 14–10    | 南アフリカ共和国 (1 BP)                                       | ウェリントン・リージョナル・スタジアム, ウェリントン 観客数: 35,747人 レフリー: ジェローム・ガルセス (フランス) |
| 2014年9月13日 19:35 NZST (UTC+12) | T: マコウ 46' m PG: クルーデン (2/3) 10', 23' バレット (1/1) 66' | レポート | T: Hendricks 15' G: ポラード (1/1) 16' DG: ポラード (1/1) 55' | ウェリントン・リージョナル・スタジアム, ウェリントン 観客数: 35,747人 レフリー: ジェローム・ガルセス (フランス) |

Notes:
- ニュージーランドはフリーダムカップを防衛した。

| 2014年9月13日 20:05 AEST (UTC+10) | オーストラリア                                                                                                | 32–25    | アルゼンチン (1 BP)                                                                                   | ロビーナ・スタジアム, ゴールドコースト 観客数: 14,281人 レフリー: Glen Jackson (ニュージーランド) |
| 2014年9月13日 20:05 AEST (UTC+10) | T: フーパー (2) 2' m, 43' c Betham 59' m G: フォーリー (1/3) 44' PG: フォーリー (5/5) 15', 38', 40', 54', 73' | レポート | T: Montero 6' c ボシュ 63' c トゥクレ 70' m G: サンチェス (2/3) 7', 65' PG: サンチェス (2/3) 49', 57' | ロビーナ・スタジアム, ゴールドコースト 観客数: 14,281人 レフリー: Glen Jackson (ニュージーランド) |

Notes:
- 観客数14,281人は今世紀のオーストラリアのホームテストマッチとしては最低の観客数だった。
- オーストラリアはピューマトロフィーを防衛した。

### Week 5
| 2014年9月27日 17:05 SAST (UTC+02) | (1 BP) 南アフリカ共和国 | 28–10    | オーストラリア                                                                | ニューランズ・スタジアム, ケープタウン 観客数: 44,955人 レフリー: ナイジェル・オーウェンズ (ウェールズ) |
| 2014年9月27日 17:05 SAST (UTC+02) | T: クッツェー 12' m デヴィリアス (2) 71', 80' ランビー 78' m G: ランビー (1/3) 80+2' PG: ポラード (1/1) 43' DG: ランビー (1/1) 69' | レポート | T: アシュリー クーパー 25' c G: フォーリー (1/1) 27' PG: フォーリー (1/2) 24' | ニューランズ・スタジアム, ケープタウン 観客数: 44,955人 レフリー: ナイジェル・オーウェンズ (ウェールズ) |

Notes:
- 南アフリカはマンデラチャレンジプレートを保持。

| 2014年9月27日 19:10 AST (UTC-3) | アルゼンチン                                                              | 13–34    | ニュージーランド (1 BP)                                                                                                  | エスタディオ・シウダ・デ・ラ・プラタ, ラプラタ 観客数: 37,000人 レフリー: Craig Joubert (南アフリカ共和国) |
| 2014年9月27日 19:10 AST (UTC-3) | T: アグージャ 78' c G: ゴンサレス (1/1) 79' PG: サンチェス (2/3) 16', 35' | レポート | T: Bスミス 11' c ダグ 24' c サヴェア 56' c ペレナラ 67' c G: バレット (4/4) 12', 25', 57', 68' PG: バレット (2/2) 3', 8' | エスタディオ・シウダ・デ・ラ・プラタ, ラプラタ 観客数: 37,000人 レフリー: Craig Joubert (南アフリカ共和国) |

Notes:
- ニュージーランドは、4トライによるボーナスポイント1点を加えて、勝ち点5を獲得し、今大会の優勝を確定した。

### Week 6
| 2014年10月4日 17:05 SAST (UTC+02) | 南アフリカ共和国 | 27–25    | ニュージーランド (1 BP)                                                                                | エリス・パーク・スタジアム, ヨハネスブルグ 観客数: 61,261人 レフリー: ウェイン・バーンズ (イングランド) |
| 2014年10月4日 17:05 SAST (UTC+02) | T: ホーハート 11' c ポラード (2) 26' c , 39' c G: ポラード (3/3) 12', 27', 39' PG: ポラード (1/2) 46' ランビー (1/1) 78' | レポート | T: フェキトア 32' c Bスミス 65' c コールズ 69' m G: バレット (2/3) 33', 66' PG: バレット (2/2) 8', 23' | エリス・パーク・スタジアム, ヨハネスブルグ 観客数: 61,261人 レフリー: ウェイン・バーンズ (イングランド) |

Notes:
- 2012年にザ・ラグビーチャンピオンシップが創設されて以来、ニュージーランドにとって初の敗北となった。南アフリカ共和国は、同じく、ニュージーランドに勝利した最初のチームとなった。
- 南アフリカ共和国がニュージーランドに勝利したのは、2011年のトライネーションズ以来。

| 2014年10月4日 19:40 AST (UTC-03) | アルゼンチン                                                                              | 21–17    | オーストラリア (1 BP)                                                                        | エスタディオ・マルビナス・アルヘンティナス, メンドーサ 観客数: 26,000人 レフリー: ナイジェル・オーウェンズ (ウェールズ) |
| 2014年10月4日 19:40 AST (UTC-03) | T: Senatore 34' m イモフ 52' c G: サンチェス (1/2) 53' PG: サンチェス (3/5) 40', 43', 74' | レポート | T: クリンドラニ 2' c ヒギンボザム 12' c G: フォーリー (2/2) 4', 13' PG: フォーリー (1/3) 47' | エスタディオ・マルビナス・アルヘンティナス, メンドーサ 観客数: 26,000人 レフリー: ナイジェル・オーウェンズ (ウェールズ) |

Notes:
- 2012年にラグビーチャンピオンシップが創設されて以来、アルゼンチンにとって初の勝利となった。
- アルゼンチンがオーストラリアに勝利したのは、1997年以来。

## 放送
- J SPORTS[6][7]